# 真修寺
真修寺位於台灣台北市試院路134號，為主祀釋迦牟尼之佛教廟宇。原為真修堂,民國四十九年由宏淨老法師所創建主持，並於民國七十年六月提供私有土地重新修建,至民國七十一年十月二十八日落成 莊嚴道場,遂改堂為寺,是位於台北文山區之仿古廟宇建築。另外，該廟宇的組織型態為管理人制，祭典日期則是每年農曆之四月初八。